# (25007) 1998 PJ
(25007) 1998 PJ est un astéroïde de la ceinture principale d'astéroïdes découvert en 1998.

## Description
(25007) 1998 PJ a été découvert le 5 août 1998 à l'observatoire Kleť, en République tchèque, en Bohême-du-Sud, par l'Observatoire Kleť.

### Caractéristiques orbitales
L'orbite de cet astéroïde est caractérisée par un demi-grand axe de 2,38 UA, un périhélie de 1,83 UA, une excentricité de 0,23 et une inclinaison de 1,76° par rapport à l'écliptique. Du fait de ces caractéristiques, à savoir un demi-grand axe compris entre 2 et 3,2 UA et un périhélie supérieur à 1,666 UA, il est classé, selon la JPL Small-Body Database, comme objet de la ceinture principale d'astéroïdes.

### Caractéristiques physiques
(25007) 1998 PJ a une magnitude absolue (H) de 15,2 et un albédo estimé à 0,071.